# Asian News International
Asian News International (ANI) — индийское информационное агентство, предоставляющее синдикацию новостей в формате мультимедиа новостным бюро в Индии. Основано в 1971 году Премом Пракашем под названием TVNF. Стало первым агентством в Индии, занимающимся синдикацией видеоновостей. Используя связи в правительстве Индии, ANI испытала значительный рост в начале 2000-х годов. После некоторого периода спада компания восстановила свои монопольные позиции. По состоянию на 2019 год, ANI — крупнейшее телевизионное новостное агентство Индии и, по состоянию на 2024 год, крупнейшее синдикационное новостное агентство.
Расследования индийских изданий The Caravan и The Ken утверждают о тесной связи ANI с правительством Индии на протяжении десятилетий, как под властью Индийского национального конгресса, так и в особенности после прихода ко власти в 2014 году «Бхаратия джаната парти». Новости ANI, согласно расследованиям, служат «инструментом пропаганды» в поддержку повестки правительства. ANI обвиняется в поддержке сети сайтов с фейковыми новостями, распространяющими проправительственную, антипакистанскую и антикитайскую пропаганду, а также в цитировании фальшивых источников, связанных с этими сайтами.